# Ni2 Bootis
Ni2 Bootis (ν2 Boo / 53 Bootis / HD 138629) es un sistema estelar en la constelación de Bootes de magnitud aparente +5,00.
Comparte la denominación de Bayer «Ni» con Ni1 Bootis, siendo la separación visual entre ambas estrellas de 10 minutos de arco.
Sin embargo, no existe relación física entre ellas, ya que mientras Ni2 Bootis se encuentra a 388 años luz del sistema solar, Ni2 Bootis se halla a más del doble de dicha distancia.
Ni2 Bootis es una binaria cuyas componentes, idénticas, son dos estrellas blancas de la secuencia principal de tipo espectral A5V.
La temperatura efectiva estimada de ambas es de 8300 K y, cada una de ellas, brilla con una luminosidad 54 veces mayor que la del Sol.
Tienen una masa de 2,4 masas solares y su diámetro es 3,6 veces más grande que el diámetro solar.
La medida de su velocidad de rotación proyectada da la elevada cifra de 217 km/s, lo que propicia la existencia de un disco circunestelar, si bien se desconoce alrededor de qué componente está situado. De hecho, Ni2 Bootis está catalogada como una «estrella con envoltura».
El período orbital de esta binaria es de 8,48 años.
La separación entre ambas estrellas es de 7,2 UA y el plano orbital está inclinado 65º respecto al plano del cielo.